# Sarcopygme pacifica
Sarcopygme pacifica är en måreväxtart som först beskrevs av Franz Reinecke, och fick sitt nu gällande namn av William Albert Setchell och Erling Christophersen. Sarcopygme pacifica ingår i släktet Sarcopygme och familjen måreväxter. Inga underarter finns listade i Catalogue of Life.